# Chaetarthria pallida
Chaetarthria pallida är en skalbaggsart som först beskrevs av Leconte 1861.  Chaetarthria pallida ingår i släktet Chaetarthria och familjen palpbaggar. Inga underarter finns listade i Catalogue of Life.